# Камерунське нагір'я
6°30′ пн. ш. 10°30′ сх. д. / 6.500° пн. ш. 10.500° сх. д.

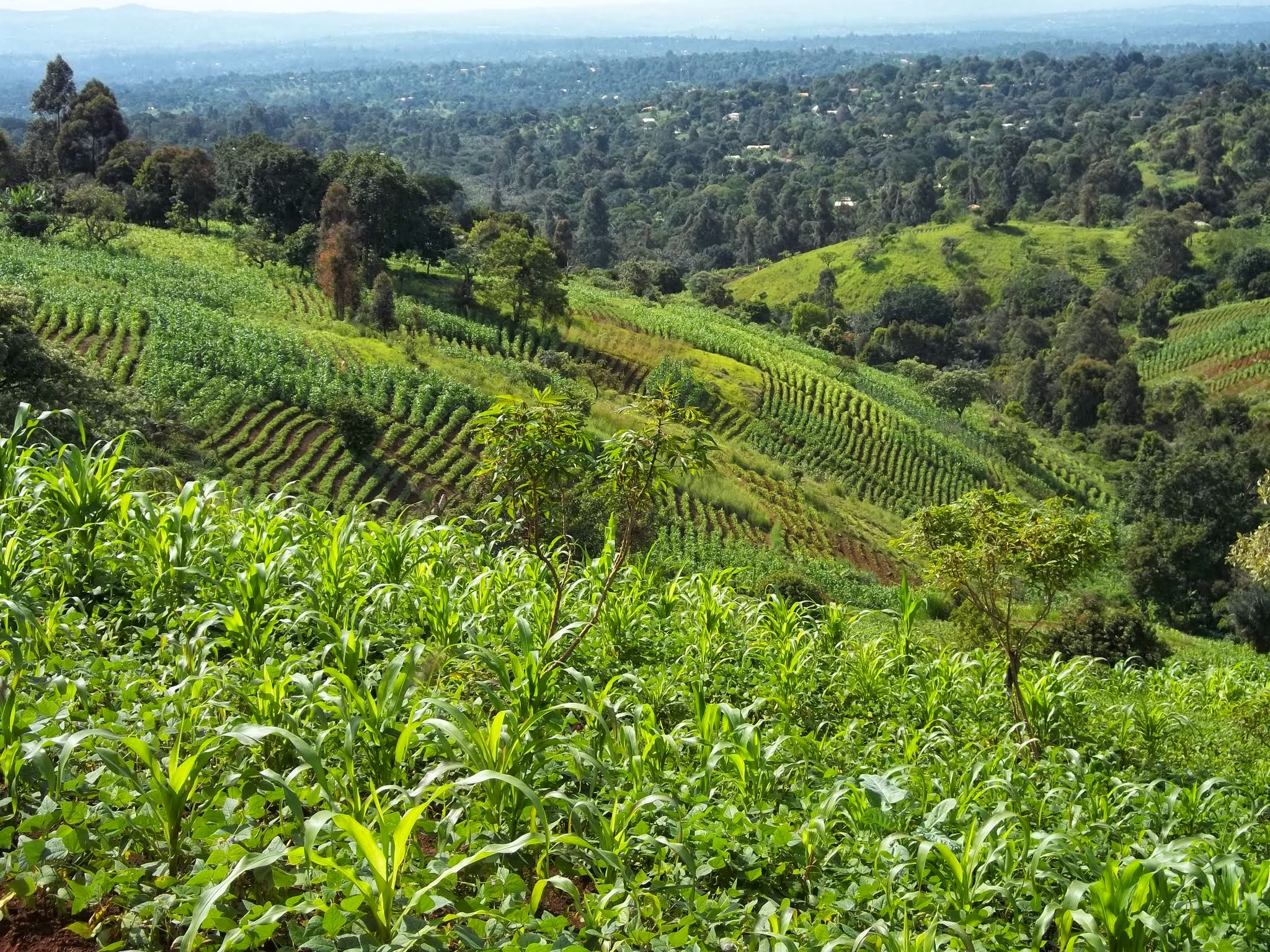
Ландшафт Камерунського нагір'я

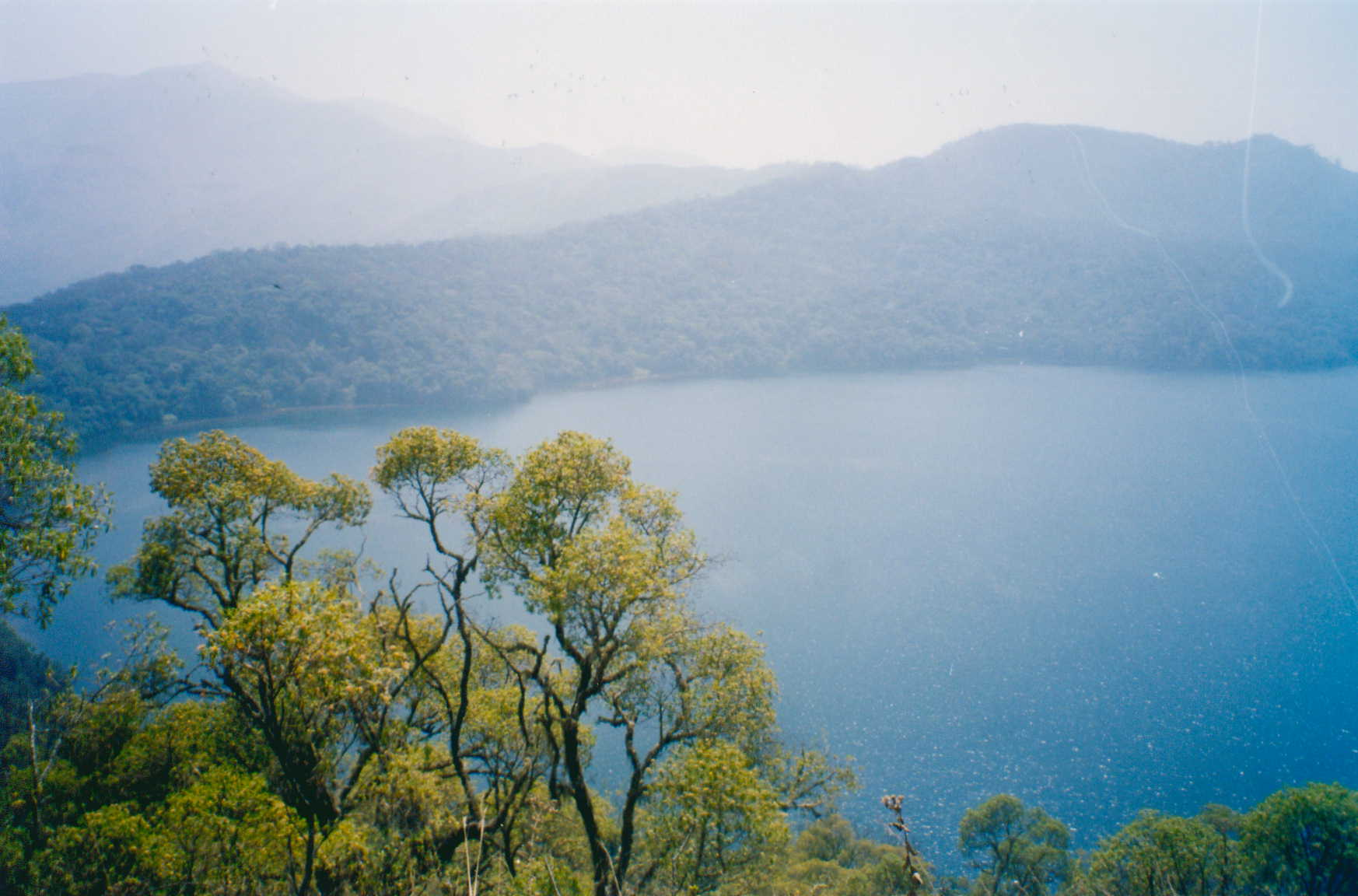
Озеро Оку (озеро) в кратері згаслого вулкана

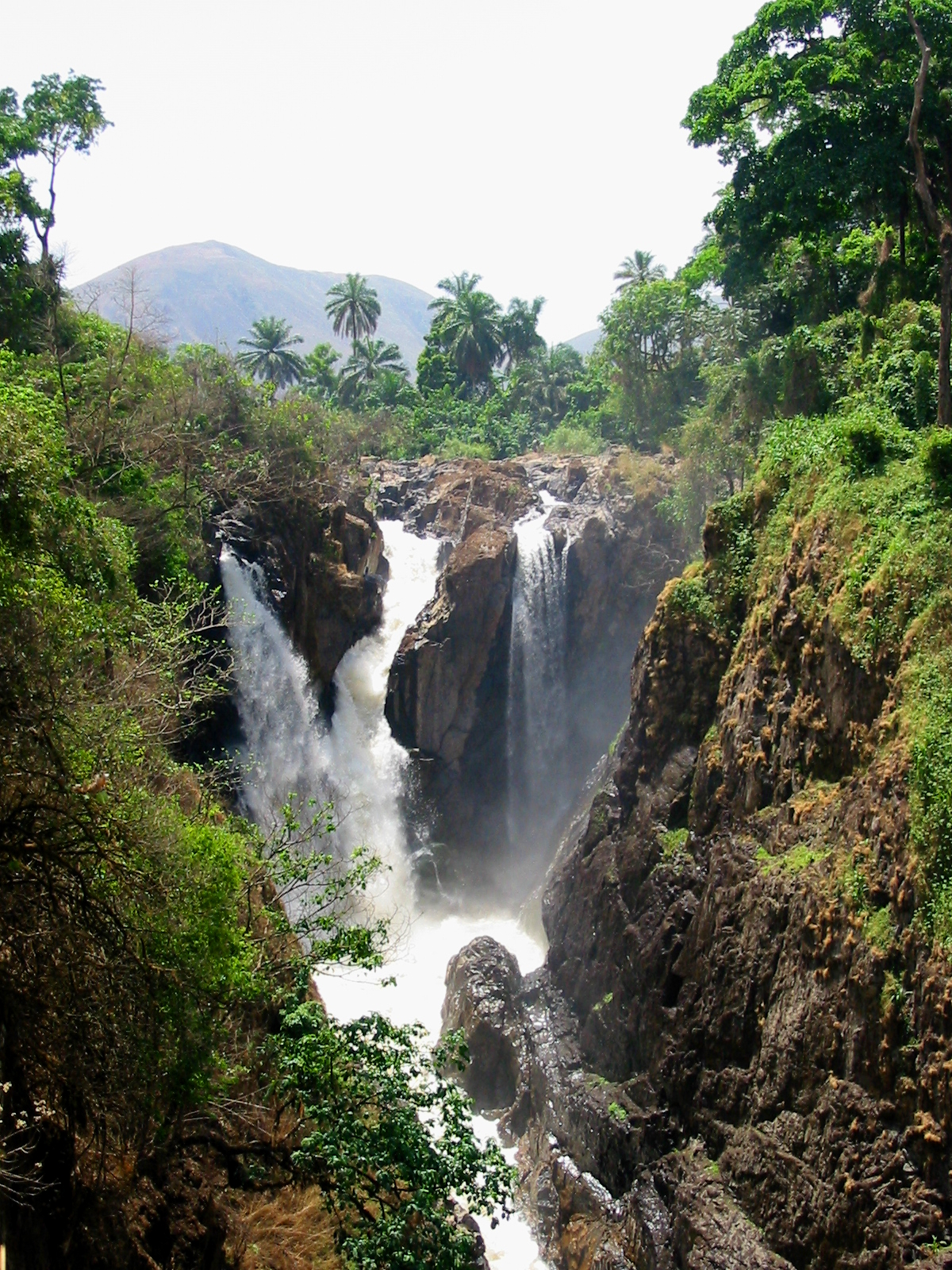
Водоспад на річці Менчум (річка), притоці Бенуе

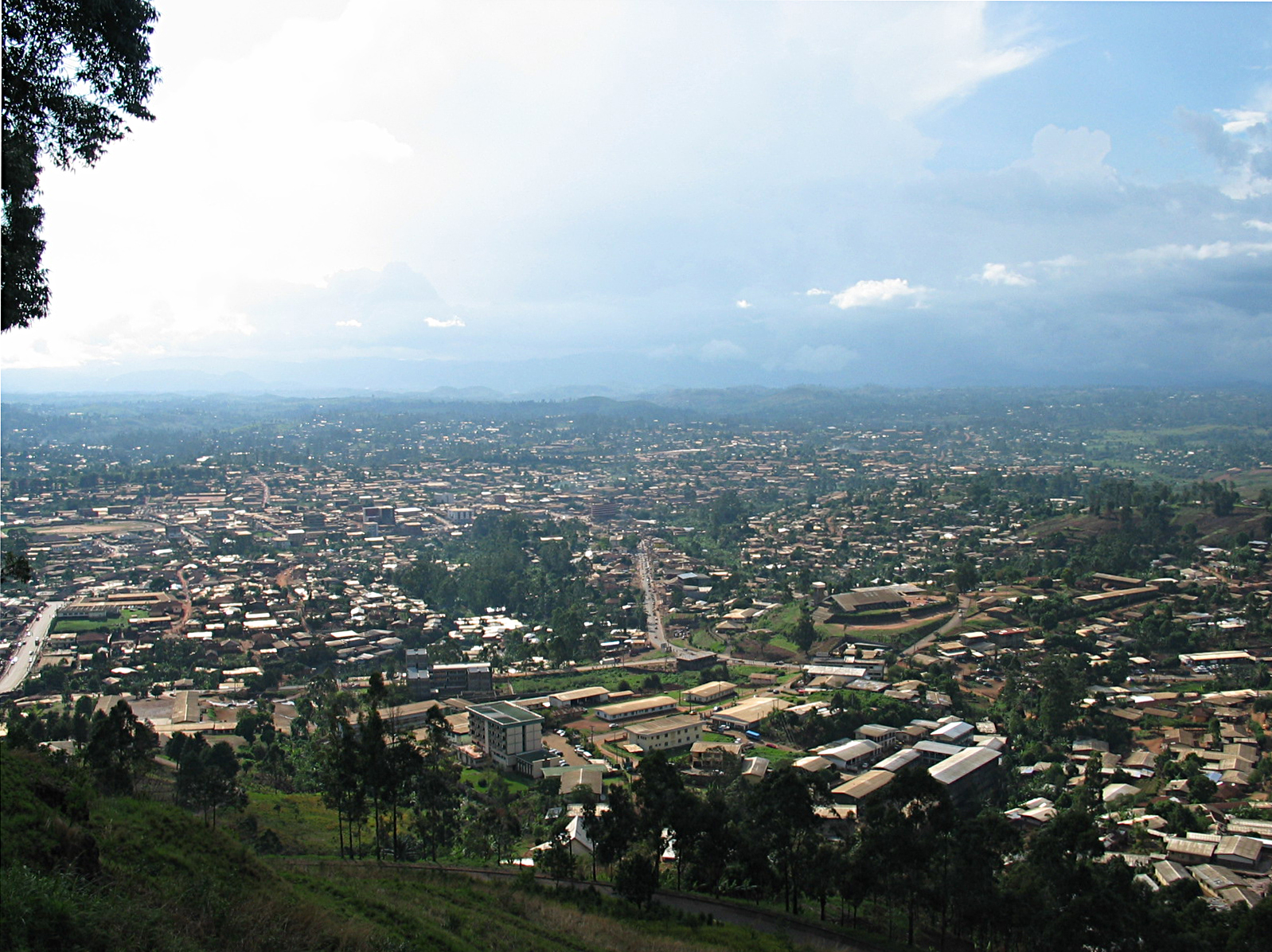
Місто Баменда

Камерунське нагір'я, також відоме як Західне високогір'я або Камерунські гори — регіон на заході Камеруну, який характеризується гористим рельєфом, прохолодними температурами, рясними опадами та саванною рослинністю. Регіон лежить уздовж Камерунської лінії і складається з гірських хребтів і вулканів, сформованих кристалічними та магматичними гірськими породами. На південному сході регіон межує з Південно-Камерунським плато, на північному сході — з плоскогір'ям Амадава, а на півдні — з Камерунською прибережною рівниною.

## Топографія і геологія
Камерунське нагір'я лежить уздовж Камерунської лінії, рифтової зони, що проходить від Атлантичного океану на північний захід до плато Адамава. Регіон характеризується складчастим гористим рельєфом. На Камерунському нагір'ї є кілька згаслих вулканів: масив Бамбуто, гора Оку та гора Купе. Східчасті західні схили Камерунського нагір'я поступово підіймаються над рівнинами Нігерії, а східні схили представлені стрімкими горами заввишки 1000-2500 м, які підіймаються над Південно-Камерунським плато. На північному сході Камерунське нагір'я переходить у плоскогір'я Амадава, яке характеризується менш різким рельєфом.
Ядро нагір'я складають вулканічні та плутонічні породи, а основу — кристалічні та метаморфічні гірські породи. Скелі Камерунського нагір'я переважно складаються з докембрійських гранітів та гнейсів, вкриті шаром базальтів. Вулканізм та ерозія призвели до формування родючих чорних та коричневих ґрунтів.

## Клімат
Незважаючи на те, що Камерунське нагір'я розташоване в африканських тропіках, через велику висоту клімат регіону є прохолоднішим за клімат навколишніх рівнин. Так, у місті Дшанг в Західному регіоні середня температура становить близько 20 °C. Вологий сезон тут триває дев'ять місяців, а сухий сезон — три місяці. Більшість опадів випадає під час сезону дощів, коли із заходу дмуть мусонні вітри. Середньорічна кількість опадів коливається від 1000 до 2000 мм. З просуванням на північ кількість опадів зменшується.

## Водойми
Гористий рельєф та вологий клімат роблять Камерунське нагір'я головним вододілом Камеруну. В горах Бамбуто беруть початок річки Манью (відома у нижній течії як Крос) та Нкам (відома у нижній течії як Вурі). Також в горах беруть початок кілька важливих приток Санаги. Ці річки характеризуються камерунським водним режимом — тривалою повіддю під час сезону дощів та коротким маловодним періодом під час сухого сезону. Річки регіону належать до басейну Атлантичного океану.
Завдяки гористому рельєфу в регіоні сформувалися кілька водоспадів. Найбільшим з них є водоспад Екон висотою 88 м, розташований поблизу Нконгсамби. У кратерах згаслих вулканів є кілька кратерних озер.

## Флора
Камерунське нагір'я раніше було вкрито густими тропічними лісами, однак внаслідок інтенсивної вирубки та спалювання людьми більша частина регіону наразі вкрита луками, а ліси зустрічаються переважно вздовж річок. Рослинний покрив регіону представлений трав’янистими саванами, невисокі дерева та кущі в яких скидають листя під час сухого сезону. У долинах ростуть пальми рафії.